# Washington Bullets 1975-1976
La stagione 1975-76 dei Washington Bullets fu la 15ª nella NBA per la franchigia.
I Washington Bullets arrivarono secondi nella Central Division della Eastern Conference con un record di 48-34. Nei play-off persero la semifinale di conference con i Cleveland Cavaliers (4-3).

## Roster
| N° | Naz.                   | Ruolo | Sportivo          | Anno | Alt. | Peso |
| -- | ---------------------- | ----- | ----------------- | ---- | ---- | ---- |
| 6  | Stati Uniti (bandiera) | GA    | Mike Riordan      | 1945 | 193  | 91   |
| 11 | Stati Uniti (bandiera) | AC    | Elvin Hayes       | 1945 | 206  | 107  |
| 12 | Stati Uniti (bandiera) | A     | Nick Weatherspoon | 1950 | 201  | 88   |
| 14 | Stati Uniti (bandiera) | G     | Clem Haskins      | 1943 | 191  | 88   |
| 15 | Stati Uniti (bandiera) | GA    | Jimmy Jones       | 1945 | 193  | 85   |
| 21 | Stati Uniti (bandiera) | G     | Dave Bing         | 1943 | 191  | 82   |
| 22 | Stati Uniti (bandiera) | A     | Tom Kozelko       | 1951 | 203  | 100  |
| 24 | Stati Uniti (bandiera) | G     | Tom Kropp         | 1953 | 191  | 93   |
| 33 | Stati Uniti (bandiera) | AC    | Truck Robinson    | 1951 | 201  | 102  |
| 35 | Stati Uniti (bandiera) | GA    | Kevin Grevey      | 1953 | 196  | 95   |
| 41 | Stati Uniti (bandiera) | AC    | Wes Unseld        | 1946 | 201  | 111  |
| 45 | Stati Uniti (bandiera) | G     | Phil Chenier      | 1950 | 191  | 82   |

## Staff tecnico
Allenatore: K.C. Jones
Vice-allenatore: Bernie Bickerstaff